# Tramlijn 3 (Lyon)
Tramlijn 3 van de tram van Lyon is een tramlijn in de agglomeratie van de Franse stad Lyon. Hij loopt van Meyzieu ZI naar het station Part-Dieu. De lijn loopt het grootste gedeelte over ballastspoor en heeft een hoge gemiddelde snelheid (38,1 km/h) en kan daardoor beter omschreven worden als Lightrail, type sneltram. De Rhônexpress shuttle loopt over het grootste gedeelte van zijn traject samen met de lijn.

## Geschiedenis

### Voorgeschiedenis
De lijn maakt gebruik van een gedeelte van het spoortraject van de voormalige spoorwegmaatschappij "Compagnie des chemins de fer de l'Est de Lyon" Spoorwegmaatschappij van het oosten van Lyon (CFEL), die de volgende lijnen had:
- Lyon - Saint-Genix-d'Aoste via Crémieu en Morestel
- Sablonnières - Bouvesse - Montalieu
- Saint-Hilaire-de-Brens - Jallieu

### Aanleg van de lijn: LEA en LESLYS
In 1997 werd besloten tot de aanleg van een tramlijn in het oosten van Lyon. Het project omvatte:
- Een tramlijn naar Meyzieu
- Een dienst naar de Luchthaven Lyon-Saint Exupéry

De gebruikte infrastructuur bestaat voor het grootste deel van de oude CEFL spoorlijn, waarvan alleen de sectie Lyon-Meyzieu nog gebruikt wordt, namelijk voor vrachtverkeer.
Een verstoring ontstaat alleen. De regionale raad van het departement Rhône sloot het stadsvervoersbedrijf van Lyon Sytral uit voor directe gunning voor de exploitatie van de route en schreef een concessie uit. Het project valt nu in twee stukken. Deze zijn:
- LEA (Ligne de l'Est de l'Agglomération)
- LESLYS: (Liaison Express Lyon-Saint Exupéry)

De werkzaamheden begonnen in 2004 en konden dankzij de al bestaande lijn snel verlopen. In 2006 opende de lijn. Het project had toen 172 miljoen euro gekost.

## Exploitatie
De trams rijden van vijf uur 's ochtends tot 1 uur 's nachts. In de spits rijden er elke 7½ minuut trams, buiten de spits elke 15 minuten. Na negen uur 's avonds rijdt er elke 30 minuten een tram tot het einde van de dienst. Er zijn geen spitsdiensten in de zomerperiode. De laatste eindhalte, Meyzieu Les Pannettes, die in 2014 is geopend, geeft alleen toegang tot parkeerplaatsen en wordt alleen bediend tijdens de werkdagen (niet op zondag).

### Materieel

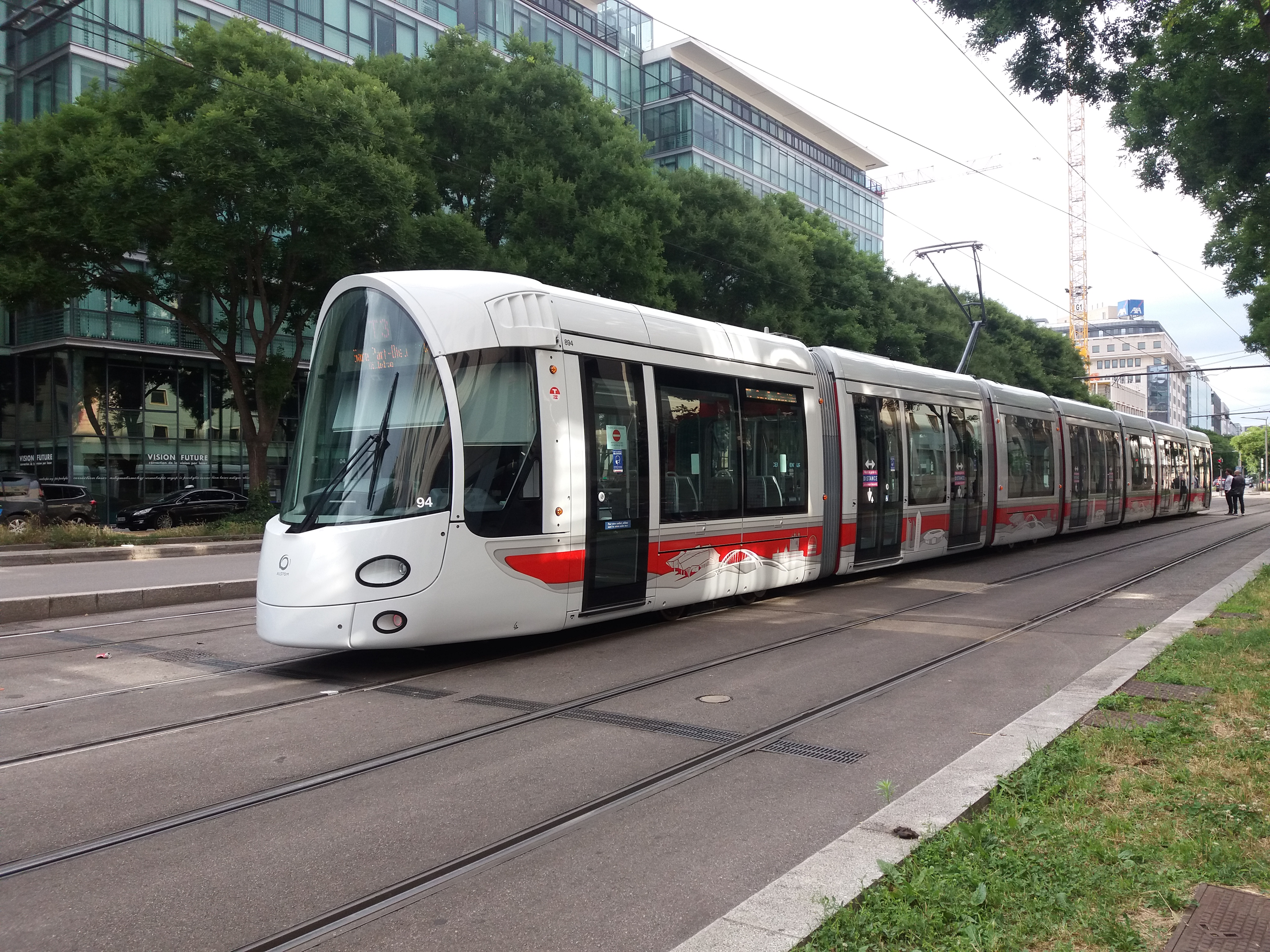
De tweede generatie Citadis 402.

De lijn wordt nu geëxploiteerd door zevendelige Citadis 402 trams van de Franse fabrikant Alstom. De vroegere Citadis 302 trams (vijfdelig) hadden te weinig capaciteit. De frequentie kan in verband met samenloop met de sneldiensten naar de luchthaven niet verhoogd worden in verband met de beperkte passeermogelijkheden.  De tien trams voor de lijn hebben naast een lage vloer, airconditioning en beveiligingscamera's een versterkte voorkant. Technische informatie:
- Lengte: 43,76 m
- Breedte: 2,4 m
- Vloerhoogte boven de rail: 350 mm
- Leeg gewicht: 54,92 t
- Massa in een normale belasting: 75,92 t
- Aantal gemotoriseerde draaistellen: 3
- Voeding: 750 V =
- Capaciteit: 345 personen (71 zitplaatsen)
- Maximale snelheid: 70 km/h

## Toekomst
Er zijn plannen om de lijn te verlengen naar "Grand Stade", in de gemeente Decines. Deze verlenging is dan een aftakking van de lijn, en 1 km lang. Ook zijn er plannen om de lijn te verlengen naar Pusignan en Cremieu (departement Isère).